# Оаза
Оаза (грч. ὄασις) је изолована област богате вегетације усред пустиње. Оазе се типично налазе у околини воде у изворима, бунарима или се она допрема наводњавањем.
Многе оазе су вештачке. Оне су често једина места у пустињама која подржавају усеве и стално настањивање. Оазе су од кључног значаја за саобраћајне и трговачке путеве у пустињама. Пустињски каравани се снабдевају водом и храном у оазама. Најзначајније светске оазе се налазе у Египту (Сива, Бахрија), Либији (Куфра), Алжиру (Уаргла), Израелу (Еин Геди), Саудијској Арабији (Ел Катиф), Кини (Турпан, Јарканд), Чилеу (Сан Педро де Атакама), САД и Мексику.

## Етимологија
Реч оаза потиче од лат. oasis, од стгрч. ὄασις, óasis, што је заузврат директна позајмица из демотског египатског. Реч за оазу у последњем потврђеном коптском језику (потомак демотског египатског) је вахе или оуахе што значи „место становања“.

## Опис
Оазе постају плодне када извори слатке воде, као што су подземне реке или издани, наводњавају површину природним путем или путем вештачких бунара. Присуство воде на површини или под земљом је неопходно, а локално или регионално управљање овим суштинским ресурсом је стратешко, али није довољно за стварање таквих подручја: континуирани људски рад и знање (техничка и друштвена култура) су од суштинског значаја за одржавање таквих екосистема.
Кишни пљускови пружају подземну воду за одржавање природних оаза, као што је Туат. Подлога од непропусних стена и камена може заробити воду и задржати је у џеповима, или на дугим раседним подземним гребенима или вулканским насипима вода може да се скупи и исцури на површину. Било какво појављивање воде тада користе птице селице, које такође преносе семе са својим изметом који ће расти на ивици воде формирајући оазу. Такође се може користити за садњу усева.

## Историјски значај
Локација оаза је била од критичног значаја за трговинске и транспортне путеве у пустињским областима; каравани морају да путују кроз оазе како би се залихе воде и хране могле попунити. Дакле, политичка или војна контрола оазе је у многим случајевима значила контролу трговине на одређеној рути. На пример, оазе Авјила, Гадамес и Куфра, које се налазе у данашњој Либији, биле су у различитим временима од виталног значаја за трговину север-југ и исток-запад у пустињи Сахара. Пут свиле преко Централне Азије је такође укључивао неколико оаза.
У историји Северне Америке, оазе су биле мање истакнуте јер су пустињски региони мањи; међутим, неколико области у дубоком југозападу Сједињених Држава има регионе оаза које су служиле као важне везе кроз вруће пустиње и огромна рурална подручја. Док су данашњи пустињски градови попут Лас Вегаса, Феникса, Палм Спрингса и Тусона велики модерни градови, многе од ових локација су некада биле мале, изоловане пољопривредне области у којима су се путници кроз западну пустињу заустављали ради хране и залиха. Чак и данас постоји неколико путева који пролазе кроз западне пустиње као што је У.С. пут 50 кроз јужну Неваду и пустињу Мохаве која садржи мала зелена поља, шумарке цитруса и мале изоловане градове за снабдевање.

## Узгој биљака
Људи који живе у оази морају пажљиво да управљају коришћењем земљишта и воде; поља морају бити наводњавана да би се узгајале биљке као што су кајсије, урме, смокве и маслине. Најважнија биљка у оази је урма, која формира горњи слој. Ове палме пружају сенку за мања стабла попут брескве, које чине средњи слој. Узгајањем биљака у различитим слојевима, пољопривредници најбоље користе земљу и воду. Узгаја се и много поврћа, а неке житарице, као што су јечам, просо и пшеница, узгајају се тамо где има више влаге.
Укратко, оазни гај палми је високо антропизовано и наводњавано подручје које подржава традиционално интензивну пољопривреду засновану на поликултури. Оаза је интегрисана у своје пустињско окружење кроз често блиску повезаност са номадским трансхумантним сточарством (веома често се јасно разликују пасторална и седелачка популација). Међутим, оаза је еманципована од пустиње веома специфичном друштвеном и екосистемском структуром. Одговарајући на ограничења животне средине, то је интегрисана пољопривреда која се води са суперпозицијом (у свом типичном облику) два или три слоја стварајући оно што се назива „ефекат оазе“:
- први и највиши слој чине урмене палме (Phoenix dactylifera L.) и одржавају свежину;
- средњи слој обухвата воћке (наранџа, банана, нар, јабука итд.);
- трећи слој, у сенци, зељасте биљке (пијачно баштованство, сточна храна, житарице).

## Галерија
- Оаза Ал-Ахса, такође позната као оаза Ал-Хаса, у Саудијској Арабији је највећа оаза на свету[13][14]
- Ел Ајн оаза[15][16] у граду Ел Ајн у Уједињеним Арапским Емиратима[17]
- Тагит у Алжиру, Северна Африка
- Ајн Геди у Израелу, Блиски исток
- Национално уточиште за дивље животиње Фиш Спрингс у Јути, Сједињене Државе
- Рубакса у сувом кречњачком окружењу у северној Етиопији је оаза захваљујући постојању крашких извора
- Знак Двадесет девет палми знак
- Креозот (Larrea tridentata) на алувијуму у националном заштићеном подручју кањона Ред Рок, јужна Невада. Сједињене Државе
- Језеро Кресент (Јуејаћуен) у пустињи Гоби
- Оаза Лива у пустињи Руб ел Хали
- Хукачина у југозападном Перуу[18][19][20]